# Синтия Д'Апри Суини
Синтия Д'Апри Суини (на английски: Cynthia D'Aprix Sweeney) е американска писателка на произведения в жанра драма.

## Биография и творчество
Синтия Д'Апри Суини е родена през 1960 г. в щата Ню Йорк, САЩ. Израства в Рочестър.
Завършва с бакалавърска степен францисканския университет „Свети Бонавентура“. След дипломирането си в продължение на 27 години работи като маркетинг мениджър и като копирайтър на свободна практика за различни клиенти, като интернет сайтове, „Американ Експрес“, „Макдоналдс“ и др. Нейни статии са публикувани в „Ню Йорк Таймс“ и „Martha Stewart Living“.
През 1991 г. се жени за Майк Суини, който е сценарист на вечерното шоу на Конан О’Брайън. Имат двама сина. През 2009 г. семейството се премества в Лос Анджелис.
Когато синовете ѝ отрастват и учат в гимназията, решава да започне да пише романи. В продължение на 2 години посещава курсове по творческо писане и получава магистърска степен от колежа „Бенингтън“ в Бенингтън. Едновременно пише първия си ръкопис.
Първият ѝ роман „Гнездото“ е издаден през 2016 г. Драмата се развива на фона на Ню Йорк, където четиримата братя и сестри, Лео, Мелъди, Джак и Беатрис, се борят за наследството си и с разочарованията на средната възраст. Техният съвместен наследствен доверителен фонд, наречен „Гнездото“, е застрашен, когато Лео, черната овца на семейството, попада в инцидент с шофиране в нетрезво състояние с тийнейджърка на седалката. Романът е портрет на съвременното американско общество, в което слоевете на средната класа живеят над възможностите си, с прекалени очаквания и без визия за икономическите и социални кризи. Романът достига трето място в списъка на бестселърите на „Ню Йорк Тоймс“ и е преведен на 25 езика по света.
Синтия Д'Апри Суини живее със семейството си в Лос Анджелис.

## Произведения

### Самостоятелни романи
- The Nest (2016)
Гнездото, изд.: ИК „Хермес“, Пловдив (2017), прев. Вихра Манова

### Документалистика
- Country Living Easy Transformations : Kitchens (2006)